# Wilhelm Zaisser

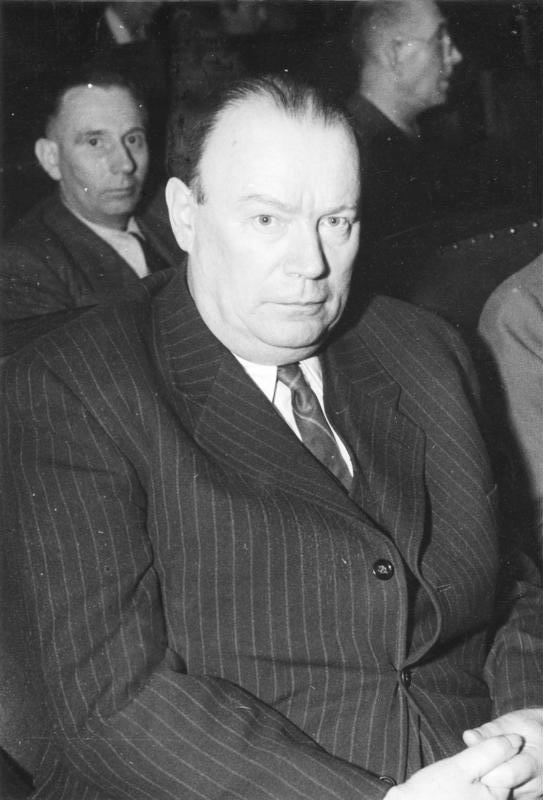
Wilhelm Zaisser bei der 12. Sitzung der Volkskammer, 22. Februar 1950

Wilhelm Zaisser (* 20. Juni 1893 in Rotthausen bei Gelsenkirchen; † 3. März 1958 in Ost-Berlin) war Funktionär in der KPD und der WKP(B), Mitglied der Internationalen Brigaden sowie des Politbüros der SED und der erste Minister für Staatssicherheit der DDR.

## Leben

### Jugend, Offizier und KPD-Mitglied
Wilhelm Zaisser, Sohn eines Gendarmerie-Wachtmeisters, besuchte von 1899 bis 1913 die Volksschule, eine Präparandenanstalt und danach ein evangelisches Lehrerseminar. In den Jahren 1913/1914 leistete er seinen Militärdienst ab und wurde danach Volksschullehrer in Essen. Während des Ersten Weltkriegs diente Zaisser von 1914 bis 1919 in der Preußischen Armee, seit dem Jahre 1916 als Leutnant der Reserve. 1918 schloss er sich der Unabhängigen Sozialdemokratischen Partei Deutschlands (USPD) an und wurde 1919 Mitglied der neu gegründeten Kommunistischen Partei Deutschlands (KPD). Während der Abwehr des Kapp-Putsches im Ruhraufstand war Zaisser einer der militärischen Leiter der Roten Ruhrarmee. Er war in der Essener Kampfleitung tätig. 1921 wurde er als Mitglied der Oberleitung der illegalen Kampforganisation der KPD verhaftet. Nach vier Monaten Gefängnis wurde er aus dem Schuldienst entlassen. 1921 und 1922 arbeitete er als Zeitungsredakteur. Von 1923 bis 1926 war er Mitglied der KPD-Bezirksleitung Ruhrgebiet und in der Oberbezirksleitung West in der Funktion des KP-Oberleiters des Militärpolitischen Oberbezirks West. Vom März bis Juni 1924 nahm Zaisser an einem Lehrgang an der Militärpolitischen Schule der Kommunistischen Internationale (Komintern) in Moskau teil. Seit 1926 war er als Mitarbeiter des Zentralkomitees der KPD für die militärpolitische Schulung verantwortlich. 1927 wurde er Mitarbeiter der Komintern in Moskau und war von 1927 bis 1930 Militärberater der Kuomintang in der Mandschurei. Anschließend hielt sich Zaisser von 1930 bis 1932 in Prag auf. Seit etwa dieser Zeit hatte Zaisser als Vertrauensperson zu sowjetischen Dienststellen eine eigenständige und für die KPD-Führung nicht durchschaubare Verbindung.

### Sowjetunion, WKP(B) und Spanischer Bürgerkrieg
1932 wurde Zaisser Mitglied der Kommunistischen Allunions-Partei (Bolschewiki) (WKP(B), die spätere KPdSU) und leitete bis 1936 die Militärpolitische Schule in Babowka bei Moskau. Von 1936 bis 1938 nahm er am Spanischen Bürgerkrieg zunächst als militärpolitischer Berater teil, ab November 1936 als Kommandeur der XIII. Internationalen Brigade. 1937 kommandierte er die Basis der Internationalen Brigaden in Albacete. Sein Deckname war „General Gómez“. 1938 und 1939 war er Mitarbeiter des Exekutivkomitees der Kommunistischen Internationale (EKKI) in Moskau.
Von 1939 bis 1943 arbeitete er als Chefredakteur der deutschen Sektion im Verlag für fremdsprachige Literatur in Moskau. 1943 wurde er Lehrer an Antifa-Schulen und Leiter des deutschen Sektors für antifaschistische Schulung der Kriegsgefangenen und verblieb dort bis 1946.

### Rückkehr nach Deutschland und SED-Karriere
Im Februar 1947 kehrte Zaisser mit seiner Ehefrau Elisabeth Zaisser nach Deutschland zurück und trat in die Sozialistische Einheitspartei Deutschlands (SED) ein. Er war bis 1948 Polizeipräsident der Landespolizei Sachsen-Anhalt in Halle (Saale). In den Jahren 1948/49 war er Innenminister des Landes Sachsen und leitete von 1949 bis 1950 die Verwaltung für Schulung der Deutschen Verwaltung des Innern und die Hauptverwaltung Ausbildung des Ministeriums des Innern. Zaisser war offenbar für eine Karriere in den protomilitärischen Landstreitkräften der Sowjetischen Besatzungszone vorgesehen, aus denen die Kasernierte Volkspolizei hervorgehen sollte. An dem im Dezember 1948 durch einen Beschluss des Politbüros der WKP (B) ausgelösten geheimen Aufbau des späteren Ministeriums für Staatssicherheit (MfS) hatte Zaisser keinen Anteil. Dennoch bestimmten Mitte Februar 1950 die sowjetischen Entscheidungsträger Zaisser zum Minister für Staatssicherheit. Der bei dessen Gründung amtierende Chef Erich Mielke wurde übergangen. Mielke wurde zu einem der Stellvertreter Zaissers herabgestuft. Die Ernennung zum Minister erfolgte nach Zaissers Angaben gegen seinen Willen. Der wesentliche Grund für Zaissers Ernennung war, dass die Sowjets Mielke als „Westemigranten“ während des Spanischen Bürgerkriegs und des Zweiten Weltkrieges Misstrauen entgegenbrachten, während Zaisser schon in den 1920er Jahren und erneut ab 1938 in der Sowjetunion gelebt hatte und den dortigen Parteistellen als linientreu und zuverlässig bekannt war. Nach seiner Ernennung zum Minister kooptierte das Politbüro der SED Zaisser am 8. Februar 1950 in den Parteivorstand und schlug dem Vorstand vor, ihn zum Kandidaten des Politbüros zu wählen. 1953 wurde er durch Wilhelm Pieck mit dem Karl-Marx-Orden ausgezeichnet.

### Der versuchte Sturz Ulbrichts
Nach dem Aufstand vom 17. Juni 1953 versuchte Zaisser gemeinsam mit dem Chefredakteur des Neuen Deutschland, Rudolf Herrnstadt, den ZK-Vorsitzenden Walter Ulbricht zu stürzen. Dabei hatten sie den sowjetischen Geheimdienstchef, Innenminister und Vizepremier Lawrenti Beria auf ihrer Seite, der nach Stalins Tod der kommende starke Mann der Sowjetunion zu sein schien. Zaisser und Herrnstadt kritisierten offen den bürokratischen und diktatorischen Führungsstil Ulbrichts und Hermann Materns, der als Vorsitzender der Zentralen Parteikontrollkommission für die innerparteiliche Disziplin verantwortlich war. Diese und der forcierte Aufbau des Sozialismus, den die II. Parteikonferenz der SED nach dem Scheitern der Stalin-Noten im Juli 1952 beschlossen hatten, seien für die Krise verantwortlich, weil unter ihrer Führung die SED nicht mehr die Interessen der Arbeiterklasse vertreten habe. Die führende Rolle der Partei in Staat und Gesellschaft wollten sie nicht antasten. In der Nacht vom 7. auf den 8. Juli 1953 tagte das Politbüro. Zaisser sprach sich für eine Ablösung Ulbrichts und die Einrichtung einer kollektiven Parteiführungsspitze unter Herrnstadt als „Erstem Sekretär“ aus. Zaisser stimmten Friedrich Ebert, Heinrich Rau und Elli Schmidt zu, für Ulbricht sprachen nur Matern und Erich Honecker. Ulbricht warf Zaisser und Herrnstadt „Fraktionsbildung“ und „Sozialdemokratismus“ vor. Beide Vorwürfe galten, seitdem sich die SED 1948/1949 zur Partei neuen Typs gewandelt hatte, als schwerer Verstoß gegen die Parteidisziplin. Am folgenden Tag reiste er nach Moskau ab, wo allerdings Beria in der Zwischenzeit gestürzt worden war. Nikita Chruschtschow, der Sekretär des Zentralkomitees der KPdSU, und Ministerpräsident Georgi Malenkow unterstützten Ulbricht.

### Politischer Fall und Tod
Mit Malenkows Rückendeckung trat Ulbricht am 24. Juli 1953 vor das ZK-Plenum der SED und trug einen Text vor, der mit dem Politbüro nicht abgesprochen war. Als Ursache des „faschistischen Putsches“ (so die DDR-offizielle Bezeichnung für den Volksaufstand vom 17. Juni) stellte er den liberaleren Neuen Kurs hin, den die SED im Juni 1953 verkündet hatte. Er warf der „Herrnstadt-Zaisser-Fraktion“ eine „kapitulantenhafte Haltung“ vor und konstruierte eine direkte Verbindung mit dem gestürzten Beria, dessen angeblich ebenfalls „kapitulantenhafte Haltung […] zur Restaurierung des Kapitalismus hätte führen müssen.“ Daher wagten die übrigen Politbüro-Mitglieder nicht zu protestieren, die übrigen ZK-Mitglieder hielten den Text für abgesprochen. Nach der Plenumssitzung begann eine von Ulbrichts Mitarbeiter Karl Schirdewan orchestrierte publizistische Kampagne gegen Herrnstadt und Zaisser, die in der Öffentlichkeit als „Trotzkisten“ und „Feinde des deutschen Volkes und der Partei der Arbeiterklasse“ bezeichnet wurden. Zaisser selbst hatte sich angreifbar gemacht, da sein Geheimdienst den Aufstand nicht vorhergesehen hatte.
Im Juli 1953 wurde er aus dem Politbüro und dem Zentralkomitee der SED ausgeschlossen und als Minister für Staatssicherheit abgesetzt. Das Ministerium wurde zu einem Staatssekretariat (SfS) herabgestuft und dem Ministerium des Innern der DDR unterstellt. Staatssekretär wurde Ernst Wollweber, wie zuvor Zaisser eine Vertrauensperson sowjetischer Dienste. Im Januar 1954 wurde Zaisser aus der Partei ausgeschlossen und verlor seinen Sitz in der Volkskammer, den er seit 1949 innegehabt hatte. Auch seine Frau büßte ihr seit 1952 bekleidetes Amt als Ministerin für Volksbildung ein. Bis zu seinem Tod war Zaisser als Übersetzer tätig.
Zaisser erlag am 3. März 1958 in Berlin-Buch einem Schlaganfall. Bestattet wurde er im Familienkreis auf dem Evangelischen Friedhof in Berlin-Friedrichshagen, Feld A: 6, 15/16. Seinen Tod meldete nur ein ungezeichneter kurzer Artikel im Neuen Deutschland, der an den „legendären Kommandeur General Gómez“ erinnerte. Die Bundesschiedskommission der SED-Nachfolgepartei PDS rehabilitierte Wilhelm Zaisser am 25. April 1993.